# Yobe (rijeka)
Yobe (naziva se i Komadougou Yobe ili Komadougou-Yobe, fra.: Komadougou Yobé) je rijeka u zapadnoj Africi koja protječe kroz države Nigerija i Niger te se ulijeva u jezero Čad. Glavne pritoke su rijeke Hadejia i Jama'are. Yobe u dijelu svojega tijeka je dio međunarodne granice između država Niger i Nigerija. Na rijeci su izgrađene brane važnog ekonomskog značaja (navodnjavanje, izvor pitke vode za gradove), ali i utjecaja na okoliš nizvodno.